# メントス
メントス（Mentos、ロゴではmentos）は、オランダのファン・メレ（現 ペルフェティ・ファン・メレ）が1934年に発売したソフトキャンディの一つである。

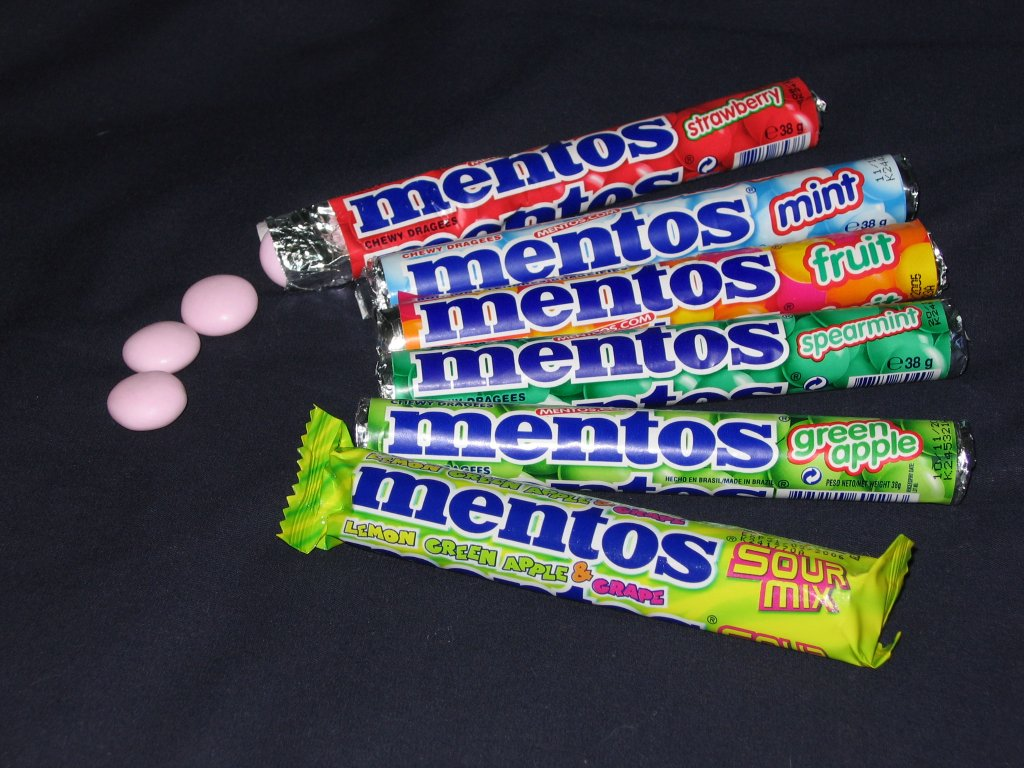
メントス

## 概要
ソフトキャンディをハードキャンディで包み、シュガーコーティングした3層構造のチューイングキャンディである。通常、一つの筒型紙包装に14個のキャンディが入っている。紙包装で定番のグレープとミント味に、限定味が2～3種発売されている。世界150カ国で販売。原産国のオランダには、世界でもオランダでしか販売されていないリコリッシュ味のドロッペ・メントスとメントス・ガムがある。

### 日本での販売とライセンス
日本では1978年より発売。販売されているメントスはオランダから輸入されていたが2025年現在では中国から輸入されている。当初はワーナー・ランバートが所有していた「ADAMS」ブランドに含まれる商品で、2000年にファイザーがワーナー・ランバートを買収し、その後「ADAMS」ブランドの販売権の譲渡により、日本向け製品はモンデリーズ・ジャパン社（2013年7月に日本クラフトフーズから商号変更）が販売していたが、2015年10月に日本での販売権がクラシエフーズへ譲渡され、同社での販売が開始された（2023年10月のグループ再編に伴い、クラシエホールディングスから商号変更されたクラシエ株式会社のフーズカンパニーが担当する）。
このほか、本商品の他社コンテンツライセンスをサンリオが取得している。

## メントスガイザー（メントスコーラ）

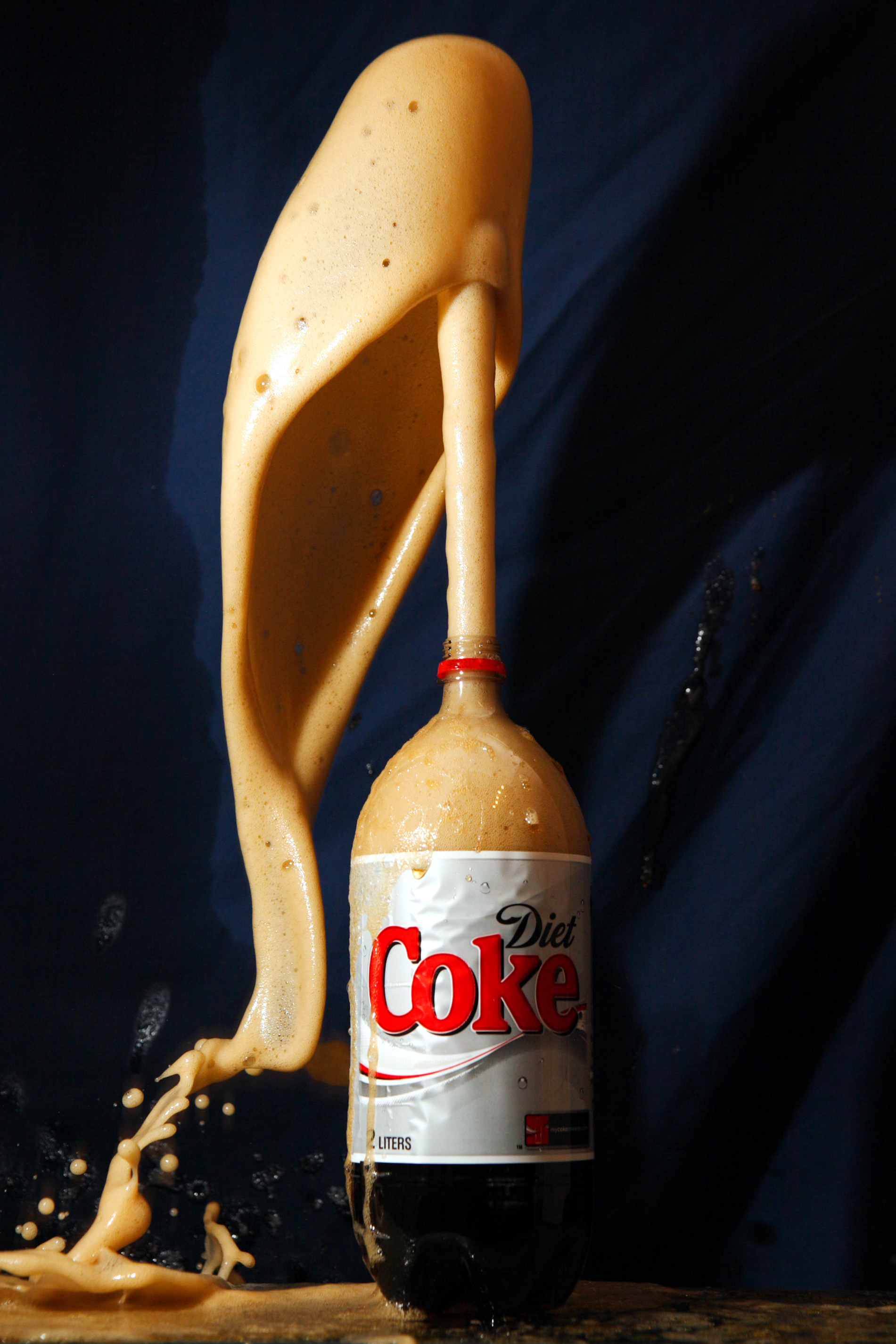
メントス数粒で2リットルペットボトル入りダイエットコーラは爆発的に噴射する

ペットボトルに入った炭酸飲料の中にメントス数粒を一度に投入した際に急激に炭酸が気化し、泡が一気に数mの高さまで吹き上がる現象をメントスガイザーと呼ぶ。この現象はコーラとの組み合わせが良く知られているが、ダイエットコーラでない普通のコーラの場合、噴出高は低くなる。メントスを入れた状態でペットボトルのフタを閉じるとペットボトルが破裂する危険がある。
メントスガイザーは「科学男」ことスティーブ・スパングラーによって広められたのに加え、ディスカバリー・チャンネルで放映されたテレビ番組『MythBusters』（『怪しい伝説』）の2006年8月9日米国放送分の主題となり、素人科学実験の流行をもたらした。
コーラに塩や砂を入れると泡が激しく出る現象は昔から知られている。また、ビールに塩を振りかけた場合にも泡が出てくる事象が観測される。また、コーラにラムネを入れる実験が『探偵!ナイトスクープ』で紹介されたこともある。最大のメントスガイザーは『怪しい伝説』の番組中で特製のノズルを用いて噴出させたもので、高さは23フィート（約7m）に達し、スティーブ・スパングラーによる18フィート（約5.5m）の記録を破った。この番組ではメントス以外にもさまざまな物質を試し、岩塩で34フィート（約10.4m）の記録を出している。
メントスガイザーの映像は2005年の後半ごろからYouTubeやGoogle Videoなどの動画共有サイトで公開されており、日本でも「メントスコーラ」や「メントス爆弾」といった名称でインターネット上で知られている。2006年6月頃に白衣をまとった二人組の男性(EepyBird)のユーザー「No.137」が噴水の様に吹き上がる映像をYouTubeで公開したことで、この現象が広く知られるようになった。
2006年7月にはメントスの発売元であるVan Melle社のアメリカ法人がこの現象を「メントスガイザー（Mentos Geyser）」と名付け、YouTubeと提携してメントスガイザーの動画コンテストを開催した。『ガイザー(geyser)』は英語で間欠泉の意。
メントスと炭酸飲料を利用して「メントスロケット」を作ることも出来る。例として2リットルのペットボトル炭酸飲料に数個のメントスを投入、改造した栓をして瓶をよく振り栓が下になるように地面に投げつける。このとき栓が外れれば、コーラのビンはロケットのように飛んでいく。メントスロケットの映像もインターネット上に多数投稿されている。

### 発生メカニズム
『怪しい伝説』ではダイエットコーラに含まれるカフェイン、安息香酸カリウム、アスパルテームと二酸化炭素、そしてメントスの成分であるゼラチンとアラビアガムのすべてがメントスガイザーの高さに関係し、メントス表面の多孔質な構造が現象の主因であるとした。ワックスの覆いで包まれているメントスを炭酸水に投入しても反応が起こらなかったのに対して、ワックスなしのメントスを炭酸水に投入するとメントスガイザーが生じた。番組ではこれが物理的要因が主である証拠であるとした。また、岩塩をメントスの替わりに用いることが出来たことも、メントス表面の性状が反応の原因であることを示すとしている。
水分子は互いに強く引き付けあって結合し、コーラに含まれる二酸化炭素の気泡ひとつひとつを囲む網を形成している。二酸化炭素が新しい泡を形成するためには、水分子の網目から押し出されて離れなくてはならないが、それにはこの表面張力を破るための余分なエネルギーが必要になる。メントスがコーラの中に落とされると、メントスに含まれるゼラチンやアラビアガムが溶けて、界面活性剤となり表面張力を低下させる。これが水分子の網目を乱し、新しい泡が生成し拡大するために必要なエネルギー量を減らす。そしてそれぞれのメントスには、その表面のいたる所に何千というごく小さい穴が存在し、この穴が二酸化炭素の泡を作るのに最適な空間として作用する。メントスがコーラに入るとすぐに、泡がメントスの表面中いたる所に発生する。メントスは速やかに底に落ちるが、その途中で触れたコーラから二酸化炭素を放出させる。こうして圧力が突発的に増加し、液体のすべてが瓶から吹き上げ押し出されるという流れである。コーラに塩を入れると二酸化炭素が気化する現象は、塩析(salting-out)の結果とも言える。
なぜダイエットコーラが普通のコーラより効果があるのかについての明確な分析はなされておらず、アスパルテームや砂糖の効果については議論がある。

### 人体への影響
この現象をヒトなど生物の体内で実験することは大変危険であり、胃が破裂する可能性があるとされている。2008年5月、中国人女子大学生がコーラを飲み、直後にメントスを食べるという実験を行ったところ、口と鼻からコーラが噴出し病院に搬送された。女子大学生は胃の粘膜に若干の損傷を負った。
しかし、『怪しい伝説』では検証のために胃液と同濃度の酸の入ったブタの胃の中にコーラを注ぎ込んでメントスを投入する実験を2007年に行ったが、食道を通って胃の中に入るまでにコーラに含まれた炭酸が抜けてしまい、メントスガイザーは発生しないとの実験結果が出たため、この都市伝説を「ウソ」と判定している。

## 日本でのテレビCM出演者
主に外国人エキストラが出演しているCMが多いが、2004年には初の日本人タレントの出演者として出川哲朗と虻川美穂子が起用された。